# Arnaud Prost
Arnaud Prost, né le 6 novembre 1992, est un ingénieur de l'armement français, polytechnicien, pilote de chasse, plongeur professionnel et astronaute européen réserviste.

## Biographie

### Formation
Arnaud Prost entre en 2012 à l’École polytechnique, après avoir fait deux ans de classes préparatoires en physique-chimie au lycée Thiers à Marseille. Il suit sa formation militaire initiale d'élève officier polytechnicien (EOX) au sein de l'Armée de terre, étant affecté au grade d'aspirant en stage au 1er régiment de hussards parachutistes. Il obtient son brevet de parachutiste militaire, et débute une activité de parachutiste sportif qui l'amènera à réaliser plus de 200 sauts en chute libre. À l'issue de ses classes, il est nommé sous-lieutenant. Il suit un stage de recherche au Jet Propulsion Laboratory de la NASA avec l’équipe d’entrée, de descente et d’atterrissage à Pasadena, aux États-Unis, où il étudie les sites d’atterrissage possibles pour le rover Mars 2020 Perseverance.
En 2016, il est nommé ingénieur de l'armement au sein de la direction générale de l'Armement (DGA).
En 2017, il obtient le diplôme d'ingénieur de l’ISAE-SUPAERO (conception et opération des systèmes spatiaux) et un master « astrophysique, sciences de l'espace et planétologie » de l’université Paul Sabatier de Toulouse. Il a effectué un stage de recherche à l’Institut de physique nucléaire Skobeltsyn de l'université d'État de Moscou et à l’institut d'aviation de Moscou, en Russie,.
De 2017 à 2020, il suit une formation de pilote au sein de l'Armée de l'air et de l'espace et reçoit le brevet de pilote de chasse.

### Carrière
Arnaud Prost est affecté au centre d’expertise DGA Essais en vol à Istres depuis 2020. Il a d’abord travaillé sur le développement de nouvelles fonctionnalités des simulateurs de vol, l’utilisation de l’intelligence artificielle dans le combat aérien et sur la préparation des futures campagnes d’essais du système de combat aérien du futur (SCAF).
Il est à partir de l'été 2022 coordinateur de l’équipe intégrée d’essais en vol du programme de l’avion de combat Rafale, constituée de pilotes et ingénieurs navigants militaires et civils. En tant qu'ingénieur d'essai, il a notamment travaillé sur les interfaces homme-machine du Rafale.
En 2023, Arnaud Prost retourne dans l’Armée de l’air et de l’espace pour y servir comme pilote opérationnel sur l’avion de mission E-3F, l’AWACS français. Il se forme à l’aéronautique des gros porteurs, au travail en équipage et fait l’expérience d’un nouvel environnement opérationnel au sein de la 36ème Escadre de Commandement et de Conduite Aéroportés à Avord (France).
Polyglotte, il parle anglais et russe. Il est également titulaire d’une licence de pilote commercial (CPL) et de pilote des corps techniques de la direction générale de l’Armement.

### Astronautique
En novembre 2022, Arnaud Prost est nommé dans le Corps européen des astronautes de l'Agence spatiale européenne (ESA), en tant qu'astronaute de réserve. À ce titre, il reste dans son emploi actuel mais doit passer quatre à cinq semaines par an au Centre des astronautes pour de l'entraînement, des expériences scientifiques ou des opérations de communication.
En septembre 2024, Arnaud Prost a suivi l’entraînement PANGAEA de l’ESA. Avec les astronautes Rosemary Coogan (ESA) et Norishige Kanai (JAXA), il s’est formé à la géologie et à la sélection d’échantillons pour préparer l’exploration de la Lune et de Mars.
En octobre 2024, il commence le premier de trois entraînements de deux mois au Centre européen des astronautes (EAC) à Cologne en Allemagne.

### Plongée sous-marine
En 2015-2016, il travaille en tant que plongeur professionnel et ingénieur au département Espace et Innovation de la COMEX à Marseille, dans le cadre du projet Moonwalk, sur les simulations d'EVA (Extra Vehicular Activity) sous-marines et la coopération astronaute-robot dans des environnements analogues. Il réalise à cette occasion plusieurs plongées d'essai dans le scaphandre d'entraînement GANDOLFI 2.
Arnaud Prost est qualifié pour réaliser des plongées techniques profondes en respirant des mélanges gazeux (TRIMIX), en utilisant des bouteilles ou un recycleur. Dans le domaine de la plongée de loisir, il est également instructeur.

### Vie privée
Durant son temps libre, il aime pratiquer la plongée profonde, l’apnée, le rugby et la natation. Ses autres intérêts incluent la randonnée et le bricolage.